# Michael Schade (Fußballfunktionär)
Michael Schade (* 22. Dezember 1952 in Solingen) ist ein ehemaliger deutscher Geschäftsmann. Er war von Oktober 2013 bis Juni 2018 Sprecher der Geschäftsführung der Bayer 04 Leverkusen Fußball GmbH und ist heute Mitglied in deren Gesellschafterausschuss.
Schade ist der Sohn des Leichtathleten Herbert Schade, der 1952 in Helsinki im 5000-Meter-Lauf bei den Olympischen Spielen die Bronzemedaille gewann.

## Beruflicher Werdegang
Schade studierte Sport an der Sporthochschule Köln und war anschließend mehrere Jahre als Sportjournalist und Reporter tätig. 1980 trat er als Leiter Publikationen in den Bayer-Konzern ein und übte diese Tätigkeit bis 1994 aus, ehe er zum Leiter Unternehmenspolitik ernannt wurde. Nachdem er ab 1997 zusätzlich für die Presseabteilung der Bayer AG zuständig gewesen war, wurde er 2008 zum Executive Vice President Global Corporate Communications berufen. Außerdem war er von 2007 bis 2013 erstmals Mitglied des Gesellschafterausschusses des Fußballunternehmens Bayer 04 Leverkusen Fußball GmbH.
Nachdem Wolfgang Holzhäuser im Mai 2013 angekündigt hatte, seinen Posten als Geschäftsführer von Bayer 04 Leverkusen zum 30. September 2013 abzugeben, wurde Schade zum 1. Oktober zum alleinigen Geschäftsführer ernannt. Sein Vertrag lief bis Ende Juni 2018.

## Persönliches
Schade ist der Sohn von Herbert Schade, der in den 1950er Jahren zur Weltspitze im Langstreckenlauf gehörte. Er wuchs in seiner Geburtsstadt Solingen auf. Nachdem der Vater eine Tätigkeit bei der Stadt aufgenommen hatte, bezog die Familie eine Dienstwohnung im Ortsteil Krahenhöhe auf dem Gelände einer Sportanlage, die heute den Namen des Vaters von Schade trägt. Er ist verheiratet, Vater zweier Kinder und lebt mit seiner Familie in Solingen. Er leitete außerdem zwölf Jahre lang den Solinger LC.